# 小巴黎人报
《小巴黎人报》（法语：Le Petit Parisien）是法兰西第三共和国时期的日报。于1876年10月15日创刊，1944年8月17日停刊。1914年，第一次世界大战爆发，该报的发行量突破200万份，一戰停戰日翌日發行量更超過300萬份。

## 发行
虽然该报的名字里带有“巴黎人”，但它却是在法国全国范围内发行。1927年5月，该报报导了查爾斯·林德伯格被巴黎高等師範學院授予“荣誉学生”称号的新闻。而实际上，这是让-保罗·萨特和他朋友的恶作剧。在第二次世界大战期间，它被作为维希法国政府的官方报纸。最后，它没有被纳粹德国认可，于1944年停刊。